# スーパーマリオメーカー2
『スーパーマリオメーカー2』（英: Super Mario Maker 2）は、任天堂より2019年6月28日に発売されたNintendo Switch用ゲームソフト。

## 概要
2015年9月にWii Uで発売された『スーパーマリオメーカー』の続編で、2019年2月14日のNintendo Directで発表された。パーツを組み合わせるだけで、原作のマリオシリーズにないオリジナルのコースを自由に制作することが可能。前作よりスキン・仕掛け・アイテム・敵の種類が大幅に増加され機能も強化されている。また、本作で新たに追加された要素として2013年11月に発売されたWii U用ソフト『スーパーマリオ 3Dワールド』のゲームスキン、砂漠や雪原などのシーンスキン、適用することで様々な変化がある夜のシーンスキン、さらにお城の立て直しをするという内容のストーリーモードや、最大4人で遊べるオンラインマルチプレイの要素もある。
Nintendo Switch Onlineの個人プラン12ヶ月利用券が付いた『スーパーマリオメーカー 2 はじめてのオンラインセット』が同時発売。
また、令和最初に発売された任天堂ソフトでもある他、シリーズ初となる全世界同時発売となった。

## ゲーム内容
本作は、前作と同様に横スクロールアクションゲームであり、プレイヤーが『スーパーマリオ』シリーズ全体の要素を使って独自のコースを作成し、それをインターネット上に公開することができるゲームである。プレイヤーは、コースのビジュアルスタイルやゲームプレイを過去のスーパーマリオシリーズから選択でき、『スーパーマリオブラザーズ』、『スーパーマリオブラザーズ3』、『スーパーマリオワールド』、『New スーパーマリオブラザーズ U』、そして新たに追加された『スーパーマリオ 3Dワールド』のテーマが含まれる。この新テーマは、同作の要素を2.5D化してゲームのプラットフォーム形式に合わせたものである。ゲームプレイのメカニクスや敵の挙動はスタイルごとに異なり、特定の要素が特定のスタイルに限定されることもある。
続編では、新たなアセットやツールが追加されており、特にスーパーマリオ 3Dワールドをテーマにしたコースが特筆される。このテーマは他の4つとは異なり、独自の多くの要素やゲームメカニクスを持っているため、他のスタイルに切り替えるにはコースをリセットする必要がある。また、新たに垂直コース機能が追加され、作成者のコースの垂直高さ制限を拡大できるようになった。また、ローカルおよびオンラインマルチプレイヤーモードも導入され、最大で2人がローカルで同時にステージを作成できるコラボレーションコースクリエーション、そして最大で4人までがオンラインでユーザーが作成したコースを協力また競争で遊べる機能も含む。2019年10月1日には、友人とプレイする機能を追加するポストリリースアップデートが提供された。
また、本作にはワールドメーカーモードがあり、プレイヤーが自分のワールドを作成することができる。この機能により、プレイヤーは自分のスーパーマリオゲームに相当するスーパーワールドを作成できる。ワールドのスタイルは『スーパーマリオワールド』に固定されているが、コース自体はどのスタイルも使用可能である。最大で6つのスーパーワールドをローカルに保存できるが、オンラインにアップロードできるのは1つだけである。1つのワールドには最大で5つのステージ（城も含む）を含むことができ、さらに1つのスーパーワールドには最大で8つの独立したワールドを含めることができる。ワールドには、プレイヤーがミニゲームをプレイして追加ライフを得られるキノコの家や、ワールド内を素早く移動できるワープパイプも含まれる。
本作には、新しいシングルプレイキャンペーンである「ストーリーモード」も導入されている。このモードは、ピーチ姫の城が誤ってリセットされてしまったことから始まる。城を再建するために、プレイヤーはマリオやキノピオたちと協力して、任天堂が作成した100以上のコースを攻略しながらコインを集めなければならない。このモードでは、NPCもプレイヤーに追加の課題や仕事を与えてくれる。
オンライン機能を利用するには、Nintendo Switch Onlineサブスクリプションが必要であり、このサービスはプレイヤーが作成したレベルへのアクセスも含まれる。

## 開発とリリース
任天堂の京都開発センターで社内開発された本作は、Nintendo Switchハードウェアの開発と並行して企画が始まった。前作の開発チームの多くが本作にも参加しており、プロデューサーの木村浩之、ディレクターの押野洋介、プランナー兼ゲームデザイナーの日野重文が再びそれぞれの役割を担当した。任天堂のプロデューサー手塚卓志は、本作のテーマについて、前作と比べてできることを拡張し、新しい取り組みを試みることだと述べた。これにより、新しいコース要素や、完全なシングルプレイヤーキャンペーンという形の新しいサイドコンテンツが生まれた。また手塚は、プレイヤーがアップロードするレベルを開発チームが参考にし、発売後のコンテンツ追加を行う考えも明かしており、この試みを開発者と消費者の間での「双方向のやり取り」として捉えていると語った。長年にわたりスーパーマリオシリーズの作曲を手掛けてきた近藤浩治が本作のサウンドディレクターを務め、一部の音楽を作曲した。また、浅石敦子、峰岸透、土井清子も追加の音楽を担当した。
本作は、2019年2月13日のNintendo Directプレゼンテーションで発表された。本作は2019年6月28日にNintendo Switch向けに全世界で発売された。2019年5月15日には別のNintendo Directが放送され、新機能や復活する要素、ゲームプレイモード、予約注文についての詳細が明らかにされた。
ヨーロッパでは、限定版バンドルを予約購入した顧客向けに容量式タッチペンが同梱された。
本作には3つの主要なコンテンツアップデートが配信された。
- 最初のアップデートは2019年10月2日に配信され、友人とローカルネットワークや近接ネットワークでプレイできるなど、マルチプレイヤーの選択肢が増えた[29]。
- 2つ目のアップデートは2019年12月5日に配信され、スピードランニングをテーマにした「ニンジースピードラン」という新モードが追加された。このモードでは、プレイヤーは世界中の他のプレイヤーを表す「ニンジー」ゴーストとタイムを競う。また、新たなパーツとして、マスターソードパワーアップ（『スーパーマリオブラザーズ』限定スタイル）やダッシュブロック（スーパーマリオ 3Dワールド限定スタイル）なども追加された[30]。
- 最後のアップデートは2020年4月22日に配信され、ワールドメーカー機能が追加され、最大8つの異なるワールドや最大40のコースをまとめたワールド作成が可能になった。また、多数の新パワーアップや敵キャラクターも追加された[31]。

## システム

### 主なモード
みんなでバトル
Nintendo Switch Onlineに加入している人が遊べるモードで、最大4人で戦い勝利を目指すモード。レート制でS+やAなどのランク機能がある。コースは世界のコースの内、タグにシングルプレイがついていないコースからランダムで出る。また、みんバトと略されることもある。
フレンドとも遊ぶことができる（レートの変動はなし）。
みんなでクリア
最大4人で協力してクリアを目指すモード。難易度は　かんたん、ふつう、むずかしい、とてもむずかしい　の4種類から多数決で選ばれる。みんなでバトルとは違い、レートやランクがない。これもフレンドとも遊べる。
どこまでマリオチャレンジ
難易度はかんたん、ふつう、むずかしい、とてもむずかしいの4種類があり、残機がなくなるまで進めることができる。かんたんは残機15個、ふつうは10個、むずかしいは5個、とてもむずかしいは30個からスタートする。
ハックンタイムアタックチャレンジ
任天堂公式が作ったコースをプレイして世界中の人達とクリアタイムを競う。コースプレイ中は、他の人の動きがハックンとなって動く。コースをクリアするたびにスタンプがもらえ、スタンプの数によってアイテムが貰える。

## 評価
スーパーマリオメーカー2は、レビュー情報収集サイトのMetacriticによると、全体的に評価の高いレビューが得られている。ただし、オンラインマルチプレイ機能におけるパフォーマンスの問題が批判されている。本作に10点中8点の評価を下したGamespotは、オンラインプレイで生じるラグが技能を台無しにしていると述べている。

### 売上
日本国内では、発売後2週間で279,357本の売り上げを記録するベストセラーとなった。世界全体でも、本作は2021年3月末までに前作の売り上げを超える715万本以上の売り上げを記録しており、Nintendo Switchで発売されたソフトの中でも特に売上本数が多い作品の1つとなっている。2023年のCESAゲーム白書によると、2022年12月31日時点でスーパーマリオメーカー2は842万本を売り上げている。

### 受賞
| 年   | 賞                          | 部門                      | 結果       | 出典   |
| ---- | --------------------------- | ------------------------- | ---------- | ------ |
| 2019 | 2019 Golden Joystick Awards | Nintendo Game of the Year | ノミネート | [ 48 ] |
| 2019 | The Game Awards 2019        | Best Family Game          | ノミネート | [ 49 ] |
| 2020 | 23rd Annual D.I.C.E. Awards | Family Game of the Year   | 受賞       | [ 50 ] |
| 2020 | SXSW Gaming Awards          | Trending Game of the Year | ノミネート | [ 51 ] |